# 퉁기야 할라
퉁기야 할라(만주어: ᡨᡠᠩᡤᡳᠶᠠ
ᡥᠠᠯᠠ Tunggiya Hala, 한국 한자: 佟佳氏 동가씨)는 만주팔대성 중 하나로 『팔기만주씨족통보(八旗滿洲氏族通譜)』에 따르면, 퉁기야 할라는 아름다운 지명에서 유래했다고 기술하지만, 아이신기오로(愛新覺羅) 일족의 전신으로 소급되기도 하는 협고씨(夾古氏)를 퉁기야 할라의 전신으로 보기도 한다.
신해혁명으로 무능하고, 부패가 절정인 봉건전제의 청 제국이 와해되었지만, 진정한 공화정치가 실현되지 못하고 군벌의 통치가 뒤를 이었으며 민족 차별 정책이 수반되었다. 전국 각지의 주방팔기(駐防八旗)들은 예를 들어 서안·남경·항주·형주 등지에서 무고한 만주족 관병을 살해하는 사건이 도처에서 일어났다. 이에 따라 만주족 사람들은 어쩔 수 없이 한족(漢族)의 성씨로 바꾸는 것이 적지 않았다. 만주족이 많은 북경지역에서는 소수의 달관 · 현귀이기 때문에 족속과 성씨를 바꿀 방법이 없는 사람 이외에 일반적으로 만주인들은 족속과 성씨를 바꾸는 숫자가 적지 않았으며, 그렇지 않는다면 입에 풀질하고 살 방도조차 찾을 수도 없을 뿐만 아니라, 이미 가지고 있던 직장이나 일자리도 잃어버릴 수 밖에 없었다. 따라서 중화민국이 건립되자 퉁갸씨들은 한성(漢姓) 동(仝), 동(同), 동(童), 고(高), 조(趙), 유(俞)씨로 가장했다.

## 주요 출신자
- 원비 동가씨-누르하치의 원배
- 효강장황후 - 순치제의 후궁, 강희제의 생모
- 효의인황후 - 강희제의 제3황후
- 롱코도 - 강희제의 고명대신이자 옹정제의 즉위공신
- 효신성황후 - 도광제의 제2황후

## 같이 보기
- 만주족의 성씨